# محترقه (فجیره)
محترقه (در عربی:  الُمحتَرقه ) روستایی کوهستانی از توابع شهر دبا الفجیره از توابع امارت فجیره از امارات هفتگانه دولت امارات متحده عربی و در شبه جزیره عربستان واقع شده‌است. این روستا در داخل کوه واقع شده‌است. روستا درپایهٔ زنجیره کوه حجر در منطقه (رؤوس جبال) واقع شده‌است.

## جمعیت
جمعیت آن ۳۲۶ نفر (۱۱ خانوار) می‌باشند که از اهل سنت و مالکی مذهب هستند،
شغل مردم روستا دامداری و کشاورزی است، در این روستا تعداد چشمهٔ آب شیرین وجود دارد، لذا از لحاظ کشاورزی روستایی نصبتاً بارونقی است.